# Calamagrostis perplexa
Calamagrostis perplexa är en gräsart som beskrevs av Frank Lamson Scribner. Calamagrostis perplexa ingår i släktet rör, och familjen gräs. Inga underarter finns listade i Catalogue of Life.